# Benjamin Mwangata
Benjamin Mwangata est un boxeur tanzanien né le 11 mars 1966.

## Carrière
Benjamin Mwangata est médaillé d'argent aux Jeux africains de Nairobi en 1987, perdant en finale de la catégorie des poids mouches contre l'Éthiopien Gemelhu Bezabeh.
Aux Jeux olympiques d'été de 1988 à Séoul, il est éliminé au troisième tour dans la catégorie des poids mouches par le Ghanéen Alfred Kotey.
Aux Jeux olympiques d'été de 1992 à Barcelone, il est éliminé en quarts de finale dans la catégorie des poids mouches par l'Américain Tim Austin.